# Olivier Blunder
Olivier Blunder (Frans: Achille Talon) is een stripreeks van de Belgische tekenaar Greg, een pseudoniem van Michel Regnier, met in de hoofdrol het gelijknamige personage. De strip verscheen voor het eerst in 1963 in het stripblad Pilote. Greg nam zowel de scenario's als de tekeningen voor zijn rekening.
De oorspronkelijke Franse naam is een woordspeling op "talon d'Achille", hetgeen achilleshiel betekent. De verhalen leunen sterk op gecompliceerde dialogen vol met neologismen, woordspelingen, en literaire en culturele verwijzingen.

## Personages

### Hoofdpersonen
- Olivier Blunder (Franse naam: Achille Talon), prototype van de antiheld, een "omvangrijke kleinburgerlijke spraakwaterval" volgens Goscinny. De ongehuwde Blunder is een veertiger wiens reukorgaan aanzienlijk sterker ontwikkeld is dan zijn haardos. Als vrijgezel woont hij nog thuis bij zijn ouders. Hij is enigszins ijdel en zelfvoldaan, breedsprakig, koppig, en stelt zichzelf regelmatig voor als "Olivier Blunder, erudiet intellectueel". Wanneer puntje bij paaltje komt, kent zijn nobele en vastberaden moed echter geen grenzen.
- Oliviers vader Alambiek Everhardus Biervliet Blunder (Alambic Dieudonné Corydon Talon), wiens gelijkenis met zijn zoon slechts onderbroken wordt door een enorme rode snor. Alambiek is een hartstochtelijk liefhebber en kenner van bier, maar kan desondanks vaak vindingrijk uit de hoek komen.
- Oliviers moeder Mama Blunder, nooit met name genoemd. De liefhebbende en onwrikbare moeder vergezelt haar zoon zelden op diens avonturen, en treedt doorgaans dan ook slechts aan het begin en aan het einde van het verhaal op.
- Buurman Hilarion Zuiger (Hilarion Lefuneste). Er is sprake van een zekere wederzijdse afkeer, waarin Blunder zijn buurman als luie parasitaire filistijn beschouwt en Zuiger op zijn beurt Blunder een pretentieuze blaaskaak vindt. Desondanks raakt Zuiger bijna altijd betrokken bij Blunders avonturen, en wordt het duo tegen wil en dank verenigd in de strijd tegen het onrecht. De beeltenis van Zuiger baseerde Greg op zichzelf.
- Paultje (Pétard), een met baret getooide eend. In De Geest van August komt Blunder Paultje voor het eerst tegen, en wanneer de eend hem blijft achtervolgen adopteert Blunder hem, zoals Idéfix ooit met Obelix werd verenigd.

In de Nederlandse vertaling is er hier en daar wat inconsistentie in de vertaling van de namen van Zuiger en vader Blunder. Voor de laatste wordt vrijwel altijd bovenstaande naam gebruikt, maar bij één gelegenheid geeft hij letterlijk zijn visitekaartje af als Alambiek Biervliet Corstiaan Blunder. De voornaam van Zuiger wordt gedurende de eerste 39 albums slechts tweemaal vermeld. In een van de korte gags wordt hij Zebedeüs genoemd, maar in De Grootste Gemene Deler noemt Zuiger zichzelf Hilarion, hetgeen ook overeenstemt met zijn oorspronkelijke Franse naam. In menige gagstrip wordt Zuiger door Blunder gewoon "buurman" genoemd.

### Regelmatig terugkerende nevenfiguren
- De bekakte high-societyfreule Viridiana Frutselaer (Virgule de Guillemets), Blunders aanbedene waarmee hij zich regelmatig poogt te verloven. (In sommige gags vertaald als "Prularia Frutselaar".)
- Plaatselijke middenstander Cor Rupteling (Vincent Poursan). In ongeacht welke winkel Blunder zich begeeft, treft hij uitbater Rupteling achter de toonbank.
- Majoor Hoofdkaas (le major Lafrime), buiten dienst maar nog steeds bereid zijn vrienden te hulp te schieten met een schat aan militaire ervaring.
- Laszlo Zlotz (zelfde naam), immigrant en vriend van Blunder, met een wonderlijk en luidruchtig taalgebruik.
- Professor Hei-Sa (Samson Fo-Pli), verschenen in Het Zand der Zotheid en later teruggekeerd in De Grootste Gemene Deler. Volgens Zuiger is Hei-Sa het enige intelligente figuur die ooit is opgetreden in Blunders avonturen.

### Het tijdschrift Polite
In de lange verhalen wordt nooit gewag gemaakt van Blunders kostwinning, maar in de korte gags blijkt hij een onduidelijke rol te vervullen bij het tijdschrift Polite, een verwijzing naar het tijdschrift Pilote waarin de Blunderverhalen verschenen. Meerdere medewerkers van Pilote werden gekarikaturiseerd in Polite. Hoofdredacteur Goscinny wordt ten tonele gevoerd als tirannieke baas van zeer geringe gestalte, alhoewel Goscinny zelf helemaal niet zo klein was, hetgeen dan ook vaak verwarring zaaide bij Blunder-lezers die Goscinny voor het eerst ontmoetten. Scenarist Jean-Michel Charlier fungeert als doorlopend broodjes etende figurant. Ook anderen verschijnen af en toe, zoals directeur en eigenaar George Dargaud, alsmede Greg zelf.

## Geschiedenis

### Greg
Olivier Blunder verscheen voor het eerst op 7 november 1963 in uitgave 211 van het tijdschrift Pilote. Als gevolg van een drukfout dreigde er een lege pagina in het blad te verschijnen. Aangezien geen van de andere tekenaars van de Dargaud groep beschikbaar was, vulde Greg het gat op. Aanvankelijk wilde hij de figuur Monsieur Poche van Alain Saint-Ogan nieuw leven inblazen, maar hoofdredacteur René Goscinny vond dat karakter te gedateerd. Greg paste daarop de kostuums en achtergronden aan, en binnen vijftien minuten was het personage Olivier Blunder geboren. Goscinny schreef voor de gelegenheid een voorwoord waarin hij de nieuwe stripheld omschreef als een "warhoofd vol goede wil, en voorzien van een encyclopedische kennis... waarin een aanzienlijk aantal pagina's ontbreekt. Olivier Blunder bekommert zich daar niet om; zelfverzekerd aarzelt hij niet om zich in de moeilijkste situaties te storten, met een opmerkelijke ondoeltreffendheid."
Tot 1975 beperkten Blunders avonturen zich tot korte gags van hooguit twee pagina's. Daarna verschenen er ook verhalen ter lengte van een heel stripalbum, waarin Blunder zich ontpopt als strijder tegen allerlei soorten kwaad en onrecht. Daarmee nam Greg de gelegenheid te baat de draak te steken met zaken als intolerantie en fascisme in Koning van Mallotië, milieuverontreiniging in Het BZZ-Monopolie, en racisme en militarisme in Het Zand der Zotheid. Af en toe zijn Blunder en Greg van steun voorzien door het bedrijfsleven. Zo werd De Foetsiepoen Archipel in opdracht van de bank Crédit Lyonnais geschreven. Bij zijn overlijden op 29 oktober 1999 liet Greg een onvoltooid Blunder-avontuur achter uit 1992. Het verhaal begint met de ongewilde terugkoop van 151 eilanden door een multinational, die zich vervolgens van het laatste eiland moet ontdoen om een anti-trust wet te ontlopen. Het eiland valt in handen van Blunder en Zuiger.

### Na Greg
Het laatste album in het Nederlands, Olivier Blunder heeft groene vingers, is niet van de hand van Greg maar van tekenaar Roger Widenlocher en scenarist Christian Godard, die de serie overnamen nadat Greg hem had verkocht aan Dargaud. Widenlocher produceerde nog twee albums, respectievelijk met scenaristen Didier Christmann (Brett) en Herlé, die echter niet in het Nederlands zijn verschenen. Nadien verschenen nog twee albums getekend door Moski op scenario van Pierre Veys.

## Albums

### Eerste reeks
| Nr. | Titel                                           | Nr. | Titel                                |
| --- | ----------------------------------------------- | --- | ------------------------------------ |
| 1   | Uit de ideeën van Olivier Blunder, het warhoofd | 21  | Hebbes!                              |
| 2   | Wat! Wat! Wat! Een hopeloos geval?              | 22* | Het Zand der Zotheid                 |
| 3   | Nogmaals getekend: Olivier Blunder              | 23* | De Losse Hand                        |
| 4   | Olivier Blunder, da's mijn zoon                 | 24* | De Levenschepper                     |
| 5   | Onmiskenbaar Olivier Blunder                    | 25* | Het spook van August                 |
| 6*  | De Schat van Viridiana                          | 26* | Het BZZ-Monopolie                    |
| 7   | Olivier Blunder aan de macht                    | 27* | Had Je Gedroomd!                     |
| 8   | De ongehoorde Olivier Blunder                   | 28  | Niet stuk te krijgen                 |
| 9   | Onweerstaanbaar niet te stuiten                 | 29* | De Grootste Gemene Deler             |
| 10  | Onthutsende onthullingen over Olivier Blunder   | 30* | Op Woeste Hoogten                    |
| 11  | Geredeneer in de ruimte                         | 31  | Olivier Blunder klapt uit de school  |
| 12* | De Handige Viervoeter                           | 32* | De Foetsiepoen Archipel              |
| 13  | Te vuur en te zwaard                            | 33  | Olivier Blunder heeft een grote neus |
| 14* | Koning van Mallotië                             | 34  | De enige echte                       |
| 15  | Die bovenste beste Olivier Blunder              | 35  | De onverbeterlijke Olivier Blunder   |
| 16  | Dan liever de lucht in!                         | 36  | Blunder, Olivier, voor de dames      |
| 17* | Viva Papa!                                      | 37* | Het Monster van het Deprimeer!       |
| 18* | Zwarte Kunst                                    | 38* | Het Krokolokfluitje                  |
| 19  | Al die moeite voor Olivier Blunder?             | 39  | Het museum                           |
| 20* | Dubbelgangsters                                 | 40  | Olivier Blunder heeft groene vingers |

De met een * gemerkte delen bevatten een albumvullend verhaal; de overige delen bestaan uit korte gags.

### Tweede reeks: Olivier Blunder's nieuwe avonturen
Tussen 2014 en 2017 verscheen er een tweede reeks genaamd Olivier Blunder's nieuwe avonturen getekend door Serge Carrère op scenario van Fabcaro. Het werd na drie albums stopgezet. In 2018 startte er een Nederlandse vertaling bij uitgeverij Arboris.
Arboris hernam de reeks in 2022. Van de oorspronkelijke reeks verschenen er 48 albums in het Frans, waarvan er 40 vertaald werden in het Nederlands. Vanaf het vierde album gaf Arboris de onuitgegeven verhalen uit.
| Nr | Titel                                     | Uitgavejaar FR | Uitgavejaar NL |
| -- | ----------------------------------------- | -------------- | -------------- |
| 1  | Olivier Blunder gaat met zijn tijd mee    | 2014           | 2018           |
| 2  | Olivier Blunder is zo gewoon gebleven     | 2015           | 2019           |
| 3  | Olivier Blunder staat dicht bij de mensen | 2017           | 2021           |
| 4  | Olivier Blunder is weer helemaal de oude  |                | 2022           |

## Animatieserie
In 1996 stelde Canal+ een televisieserie van 52 afleveringen samen. De tekenfilms, die elk 26 minuten duren, werden geproduceerd door Saban International van 1996 tot 1997. De eerste aflevering werd op 3 september 1997 uitgezonden. Elke aflevering bestaat uit twee korte verhalen, waarin Blunder superhelden als Luke Skywalker, Zorro, en Tarzan vervangt wanneer deze door omstandigheden verhinderd zijn. Met meer geluk dan wijsheid slaagt Blunder er telkens in om het recht te doen zegevieren. In Engelstalige landen en in Nederland door Fox Kids is de serie uitgezonden onder de naam Walter Melon.

## Tijdschrift
Toen Blunder zijn naam had gevestigd als een van de populairste sterren van Pilote en als bestseller van stripalbums, werd er in oktober 1975 een heus Blundertijdschrift gelanceerd. Van de eerste uitgave werden echter slechts 60.000 exemplaren verkocht, hetgeen de uitgever onvoldoende vond, met name na de sterk gestegen prijs van papier als gevolg van de toenmalige oliecrisis. Er volgden nog slechts vijf uitgaven, allemaal gedrukt op papier van veel mindere kwaliteit dan het debuutnummer.

## Vertalingen
Naast de Nederlandse versie is Olivier Blunder ook verschenen onder de volgende namen:
- Walter Melon (Engels);
- Albert Enzian (Duits);
- August Julius (Deens);
- Julius Jensen / Totto Talong (Noors);
- Aquiles Talón (Spaans);
- Aquil·les Taló (Catalaans);
- Alla Kala (IJslands);
- Axilleas Talon (Grieks);
- Akilles Jänne (Fins).

In het Indonesisch en Portugees behield Blunder zijn oorspronkelijke naam Achille Talon.
Het bloemrijke en met woordspelingen doorspekte taalgebruik van Olivier Blunder stelde vertalers voor talloze problemen. Greg las altijd de Engelse, Italiaanse, en Spaanse vertalingen zelf door. Hij haalde daarbij de anekdote aan dat de Spaanse vertaler ooit eens, geconfronteerd met een onmogelijk te vertalen grap, zelf een geheel nieuwe grap verzon, die Greg zo goed vond dat hij hem later zelf overnam in het Frans.
In de Nederlandse vertaling is Blunder woonachtig in Nederland, alhoewel de lezer hier en daar decorelementen ziet die geografisch niet geheel op hun plaats zijn, zoals de typisch Franse politieagenten. In Viva Papa voert een overhaaste autorit naar een plaatselijk reisbureau Blunder zelfs langs de Arc de Triomphe.